# داویده مارتینلی
داویده مارتینلی (ایتالیایی: Davide Martinelli؛ زادهٔ ۳۱ مهٔ ۱۹۹۳) دوچرخه‌سوار اهل ایتالیا است.
از باشگاه‌هایی که در آن رکاب زده‌است می‌توان به تیم کوئیک‌استپ فلورز و تیم اسکای اشاره کرد.
وی در مسابقات کشوری و بین‌المللی در مجموع برندهٔ ۱ مدال برنز شده‌است.